# Trygve Pedersen
Trygve Bjarne Pedersen (* 26. Juli 1884 in Oslo; † 13. August 1967 ebenda) war ein norwegischer Segler.

## Erfolge
Trygve Pedersen, der für den Kongelig Norsk Seilforening segelte, gewann 1920 in Antwerpen bei den Olympischen Spielen in der 6-Meter-Klasse nach der International Rule von 1907 die Bronzemedaille. Er war Crewmitglied der Stella, deren übrige Crew aus Einar Berntsen und Skipper Henrik Agersborg bestand. In drei Wettfahrten gelang der Stella zwar ein Auftaktsieg, wurde jedoch anschließend zweimal in Folge Vierte und damit Letzte. Die Stella hatte damit ebenso wie das belgische Boot Suzy neun Gesamtpunkte, weswegen es zu einer weiteren Wettfahrt zwischen den beiden Yachten kam. Nach einem Sieg der Stella schloss diese die olympische Regatta auf dem dritten Gesamtplatz ab.